# 카를루스 이우제니우 시몽
카를루스 이우제니우 시몽(포르투갈어: Carlos Eugênio Simon, 1965년 9월 3일)은 브라질의 축구 심판이며, 언론인을 겸하고 있다.
1993년 브라질 축구 협회로부터 심판 자격을 취득했으며 1997년 1월 1일에 국제 축구 연맹으로부터 국제 심판 자격을 취득했다. 2000년 6월 29일에 열린 에콰도르와 페루의 2002년 FIFA 월드컵 남미 지역 예선 경기에서 처음으로 국제 심판으로 활동하였다.
2000년 하계 올림픽 축구에서 미국과 체코, 오스트레일리아와 나이지리아의 조별 예선 두 경기, 이탈리아와 스페인의 8강전 경기의 주심을 맡았으며 2002년 FIFA 월드컵에서 잉글랜드와 스웨덴, 멕시코와 이탈리아의 조별 예선 두 경기의 주심을 맡았다. 2006년 FIFA 월드컵에서 이탈리아와 가나, 스페인과 튀니지의 조별 예선 두 경기, 독일과 스웨덴의 16강전 경기의 주심을 맡았고 2010년 FIFA 월드컵에서 잉글랜드와 미국, 가나와 독일의 조별 예선 두 경기의 주심을 맡았다.